# El Almagre
El Almagre är en ort i Mexiko.   Den ligger i kommunen Batopilas och delstaten Chihuahua, i den nordvästra delen av landet, 1 200 km nordväst om huvudstaden Mexico City. El Almagre ligger 2 306 meter över havet och antalet invånare är 117.
Terrängen runt El Almagre är kuperad österut, men västerut är den bergig. Runt El Almagre är det mycket glesbefolkat, med 6 invånare per kvadratkilometer. Närmaste större samhälle är Batopilas, 16,8 km väster om El Almagre. I omgivningarna runt El Almagre växer huvudsakligen savannskog.